# Hrabia Bessborough

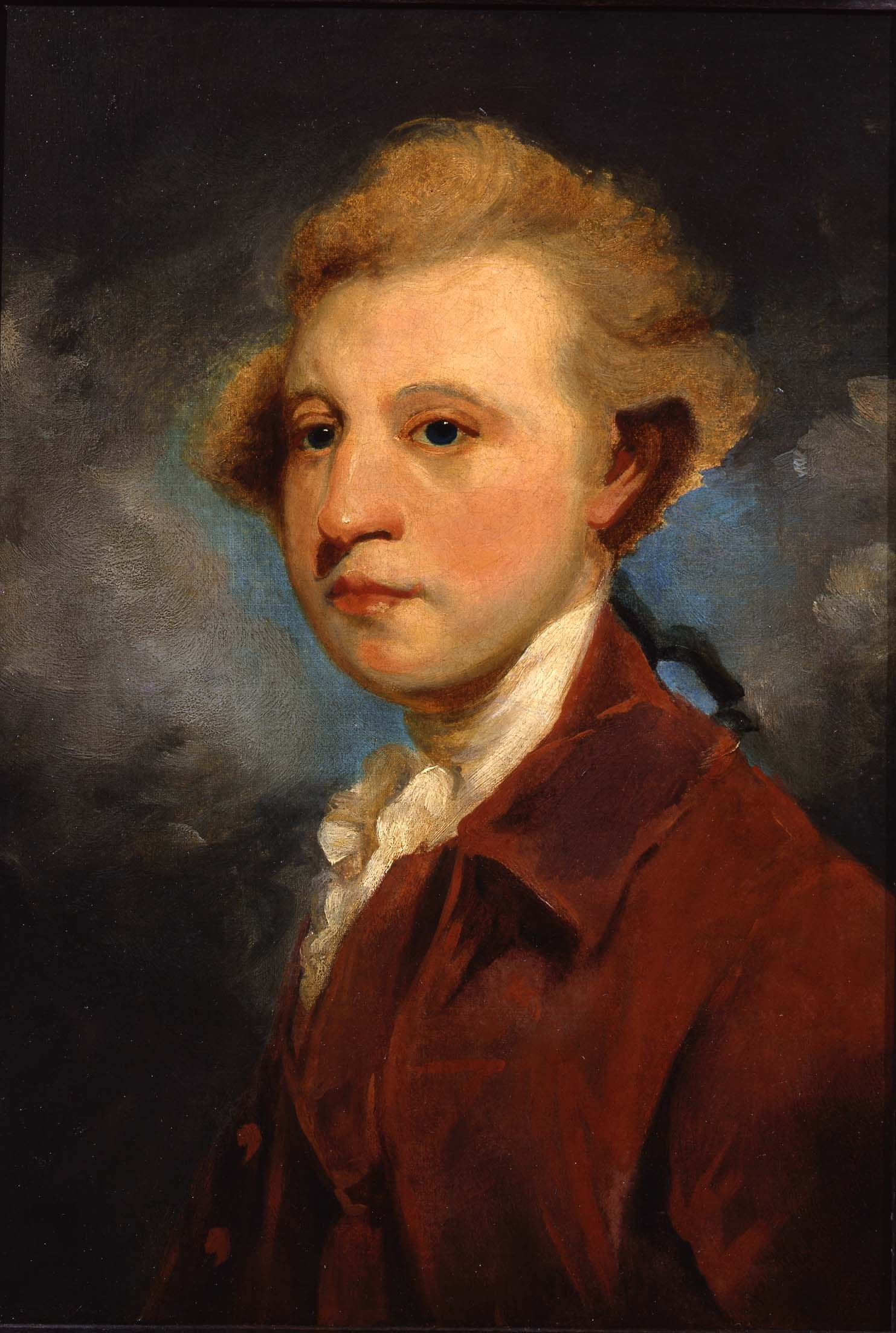
William Ponsonby, 2. hrabia Bessborough

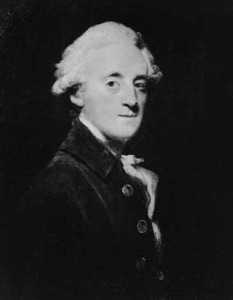
Frederick Ponsonby, 3. hrabia Bessborough

Vere Brabazon Ponsonby, 9. hrabia Bessborough

## Informacje ogólne
- Dodatkowymi tytułami hrabiego Bessborough są:
  - wicehrabia Duncannon
  - baron Bessborough
  - baron Ponsonby of Sysonby
  - baron Duncannon
- Najstarszy syn hrabiego Bessborough nosi tytuł wicehrabiego Duncannon
- Rodową siedzibą hrabiów Bessborough jest Stansted Park w Hampshire

Wicehrabiowie Duncannon 1. kreacji (parostwo Irlandii)
- 1723–1724: William Ponsonby, 1. wicehrabia Duncannon
- 1724–1758: Brabazon Ponsonby, 2. wicehrabia Duncannon

Hrabiowie Bessborough 1. kreacji (parostwo Irlandii)
- 1739–1758: Brabazon Ponsonby, 1. hrabia Bessborough
- 1758–1793: William Ponsonby, 2. hrabia Bessborough
- 1793–1844: Frederick Ponsonby, 3. hrabia Bessborough
- 1844–1847: John William Ponsonby, 4. hrabia Bessborough
- 1847–1880: John George Brabazon Ponsonby, 5. hrabia Bessborough
- 1880–1895: Frederick George Brabazon Ponsonby, 6. hrabia Bessborough
- 1895–1906: Walter William Brabazon Ponsonby, 7. hrabia Bessborough
- 1906–1920: Edward Ponsonby, 8. hrabia Bessborough
- 1920–1956: Vere Brabazon Ponsonby, 9. hrabia Bessborough
- 1956–1993: Frederick Edward Neuflize Ponsonby, 10. hrabia Bessborough
- 1993–2002: Arthur Mountifort Longfield Ponsonby, 11. hrabia Bessborough
- 2002 -: Myles Fitzhugh Longfield Ponsonby, 12. hrabia Bessborough

Następca 12. hrabiego Bessborough: Frederick Arthur William Ponsonby, wicehrabia Duncannon